# Liste von Apfelsorten/I
Erläuterungen und Quellen: Siehe Hauptartikel!
| Apfelsorte                                                                      | Bild                           | Kreuzung aus                            | Erstes Auftauchen                                                | Anmerkungen | Quellen                         |
| ------------------------------------------------------------------------------- | ------------------------------ | --------------------------------------- | ---------------------------------------------------------------- | --- | ------------------------------- |
| I. B. Reid                                                                      |                                |                                         |                                                                  | | f                               |
| Idagold                                                                         |                                |                                         |                                                                  | | e, f, j                         |
| Idaho                                                                           | Siehe: Idaho Delicious         | Siehe: Idaho Delicious                  | Siehe: Idaho Delicious                                           | Siehe: Idaho Delicious | Siehe: Idaho Delicious          |
| Idaho Delicious (oder: Delicious Idaho, Idaho)                                  |                                |                                         |                                                                  | | f, j                            |
| Idaho Spur                                                                      |                                |                                         |                                                                  | | e                               |
| Idajon                                                                          |                                |                                         |                                                                  | | e, f                            |
| Idared                                                                          |                                | Jonathan × Wagenerapfel                 | 1935 oder 1942 in Moscow, Idaho, USA                             | Feinsäuerlich | a, c, d, e, f, o                |
| Idas Liebling                                                                   |                                |                                         |                                                                  | | h (Nr. 303, S. 340)             |
| Iduna                                                                           |                                | Golden Delicious × Glockenapfel         | 1971 an der Eidgenössischen Forschungsanstalt Wädenswil, Schweiz | | f, o                            |
| Igstadter Bohnapfel                                                             |                                |                                         |                                                                  | | j                               |
| Igstädter Matapfel (oder: Frankfurter Matapfel)                                 |                                |                                         |                                                                  | | o, p (S. 264, 419f)             |
| Ihringer Blutstreifling                                                         |                                |                                         |                                                                  | | o                               |
| Ijzerappel                                                                      | Siehe: Rote Winter-Parmäne     | Siehe: Rote Winter-Parmäne              | Siehe: Rote Winter-Parmäne                                       | Siehe: Rote Winter-Parmäne | Siehe: Rote Winter-Parmäne      |
| Ildrod Pigeon                                                                   | Siehe: Ildröd Taubenapfel      | Siehe: Ildröd Taubenapfel               | Siehe: Ildröd Taubenapfel                                        | Siehe: Ildröd Taubenapfel | Siehe: Ildröd Taubenapfel       |
| Ildröd Pigeon                                                                   | Siehe: Ildröd Taubenapfel      | Siehe: Ildröd Taubenapfel               | Siehe: Ildröd Taubenapfel                                        | Siehe: Ildröd Taubenapfel | Siehe: Ildröd Taubenapfel       |
| Ildröd Taubenapfel (oder: Feuerroter Taubenapfel, Ildrod Pigeon, Ildröd Pigeon) |                                |                                         | 1840 auf Fünen, Dänemark                                         | | f, j, o                         |
| Ilga                                                                            |                                |                                         |                                                                  | | j                               |
| Ilzer Rosenapfel                                                                |                                |                                         |                                                                  | | o                               |
| Immapfel                                                                        |                                |                                         |                                                                  | | h (Nr. 186, S. 207)             |
| Imperial (oder: Impériale)                                                      |                                |                                         |                                                                  | | e, f                            |
| Imperial Gala                                                                   |                                |                                         |                                                                  | | f                               |
| Impériale                                                                       | Siehe: Imperial                | Siehe: Imperial                         | Siehe: Imperial                                                  | Siehe: Imperial | Siehe: Imperial                 |
| Improved Ashmead's Kernel (oder: Kernel Of Bunyard)                             |                                |                                         |                                                                  | | f                               |
| Improved Cockpit                                                                |                                |                                         |                                                                  | | f                               |
| Improved Dove                                                                   |                                |                                         |                                                                  | | f                               |
| Improved Lambrook Pippin                                                        |                                |                                         |                                                                  | | f                               |
| Improved Redstreak                                                              |                                |                                         |                                                                  | | f                               |
| Indian                                                                          |                                |                                         |                                                                  | |                                 |
| Indian (Holzapfel)                                                              |                                |                                         |                                                                  | Holzapfelsorte |                                 |
| Indo                                                                            |                                |                                         |                                                                  | | a, f                            |
| Ingall's Pippin                                                                 |                                |                                         |                                                                  | | f                               |
| Ingall's Red                                                                    |                                |                                         |                                                                  | | f                               |
| Inge Von Klixbüll                                                               |                                |                                         |                                                                  | | o                               |
| Ingers                                                                          |                                |                                         |                                                                  | | e                               |
| Ingol                                                                           |                                |                                         |                                                                  | | f, j, o                         |
| Ingram                                                                          |                                |                                         |                                                                  | | e                               |
| Ingrid-Marie (oder: Hoed Orange)                                                |                                | Zufallssämling, Cox Orange × Cox Pomona | 1910 auf Fünen in Dänemark                                       | Beschreibung | a, f, j, o                      |
| Ingrid-Marie (AW)                                                               |                                |                                         |                                                                  | |                                 |
| Ingrid Marie Typ Karin Schneider                                                | Siehe: Karin Schneider         | Siehe: Karin Schneider                  | Siehe: Karin Schneider                                           | Siehe: Karin Schneider | Siehe: Karin Schneider          |
| Initial                                                                         |                                | Gala x Red Free                         | INRA, Frankreich                                                 | | a                               |
| Inra 184                                                                        | Siehe: Sauvageon               | Siehe: Sauvageon                        | Siehe: Sauvageon                                                 | Siehe: Sauvageon | Siehe: Sauvageon                |
| Irischer Nelkenapfel                                                            |                                |                                         |                                                                  | | o                               |
| Irischer Pfirschenapfel (oder: Irish Peach, Irländischer Pfirsichapfel)         |                                |                                         | 19. Jahrhundert in Kilkenny, Irland                              | | a, c, f, h (Nr. 199, S. 221), o |
| Irish Codlin                                                                    | Siehe: Eveapfel                | Siehe: Eveapfel                         | Siehe: Eveapfel                                                  | Siehe: Eveapfel | Siehe: Eveapfel                 |
| Irish Peach                                                                     | Siehe: Irischer Pfirsichapfel  | Siehe: Irischer Pfirsichapfel           | Siehe: Irischer Pfirsichapfel                                    | Siehe: Irischer Pfirsichapfel | Siehe: Irischer Pfirsichapfel   |
| Irländischer Pfirsichapfel                                                      | Siehe: Irischer Pfirschenapfel | Siehe: Irischer Pfirschenapfel          | Siehe: Irischer Pfirschenapfel                                   | Siehe: Irischer Pfirschenapfel | Siehe: Irischer Pfirschenapfel  |
| Iron                                                                            | Siehe: Brabanter Bellefleur    | Siehe: Brabanter Bellefleur             | Siehe: Brabanter Bellefleur                                      | Siehe: Brabanter Bellefleur | Siehe: Brabanter Bellefleur     |
| Iron Apple                                                                      | Siehe: Brabanter Bellefleur    | Siehe: Brabanter Bellefleur             | Siehe: Brabanter Bellefleur                                      | Siehe: Brabanter Bellefleur | Siehe: Brabanter Bellefleur     |
| Iron Pin                                                                        |                                |                                         |                                                                  | | f                               |
| Isaac Newton                                                                    | Siehe: Flower Of Kent          | Siehe: Flower Of Kent                   | Siehe: Flower Of Kent                                            | Siehe: Flower Of Kent | Siehe: Flower Of Kent           |
| Isaac Newton’s Apple                                                            | Siehe: Flower Of Kent          | Siehe: Flower Of Kent                   | Siehe: Flower Of Kent                                            | Siehe: Flower Of Kent | Siehe: Flower Of Kent           |
| Isaac Newton’s Tree                                                             | Siehe: Flower Of Kent          | Siehe: Flower Of Kent                   | Siehe: Flower Of Kent                                            | Siehe: Flower Of Kent | Siehe: Flower Of Kent           |
| Isadora (oder: Sambóa)                                                          |                                | Cripps Pink (♀) x Imperatriz (♂)        | Caçador, Santa Catarina, Brasilien 2001                          | Luiza, Venice und Isadora werden gemeinsam unter dem Handelsnamem Sambóa vermarktet. Die drei Sorten sind sich in ihrer Charakteristik sehr ähnlich, reifen aber früh mittel und spät. | Liste der BLE zu Apfelsorten    |
| Isermantje                                                                      |                                |                                         |                                                                  | | u                               |
| Isham                                                                           |                                |                                         |                                                                  | |                                 |
| Isham Sweet                                                                     |                                |                                         |                                                                  | |                                 |
| Isle of Wight Pippin (oder: Orange Pippin)                                      |                                | Einführung 1817                         |                                                                  | |                                 |
| Isnyer Jahrapfel                                                                | Siehe: Welschisner             | Siehe: Welschisner                      | Siehe: Welschisner                                               | Siehe: Welschisner | Siehe: Welschisner              |
| It Delicious                                                                    |                                |                                         |                                                                  | | e                               |
| Italienischer Weißer Rosmarin                                                   | Siehe: Weißer Rosmarinapfel    | Siehe: Weißer Rosmarinapfel             | Siehe: Weißer Rosmarinapfel                                      | Siehe: Weißer Rosmarinapfel | Siehe: Weißer Rosmarinapfel     |
| Itzstedster Apfel                                                               |                                |                                         |                                                                  | | a                               |
| Iunost                                                                          |                                |                                         |                                                                  | | e                               |
| Iversenapfel                                                                    |                                |                                         |                                                                  | | j, o                            |
| Ivette                                                                          |                                | Cox Orange × Unbekannt                  |                                                                  | | f, j, o                         |
| Ivo                                                                             |                                |                                         |                                                                  | | f                               |
| Ivory's Double Vigour                                                           |                                |                                         |                                                                  | | e                               |
| Iwamatsa Spur                                                                   |                                |                                         |                                                                  | | e                               |
| Izletes Zold                                                                    |                                |                                         |                                                                  | | f                               |